# 科松河畔克鲁伊
科松河畔克鲁伊（法語：Crouy-sur-Cosson，法語發音：[kʁui syʁ kɔsɔ̃]）是法国卢瓦-谢尔省的一个市镇，位于该省中部，属于布卢瓦区。

## 地理
科松河畔克鲁伊（47°39'2"N, 1°36'24"E）面积28.37 平方千米，位于法国中央-卢瓦尔河谷大区卢瓦-谢尔省，该省份为法国中北部省份，北起厄尔-卢瓦省，东北接卢瓦雷省，东南接谢尔省，南至安德尔省，西南接安德尔-卢瓦尔省，西北接萨尔特省。
与科松河畔克鲁伊接壤的市镇（或旧市镇、城区）包括：迪宗、圣西尔堡、圣洛朗-努昂、图里。

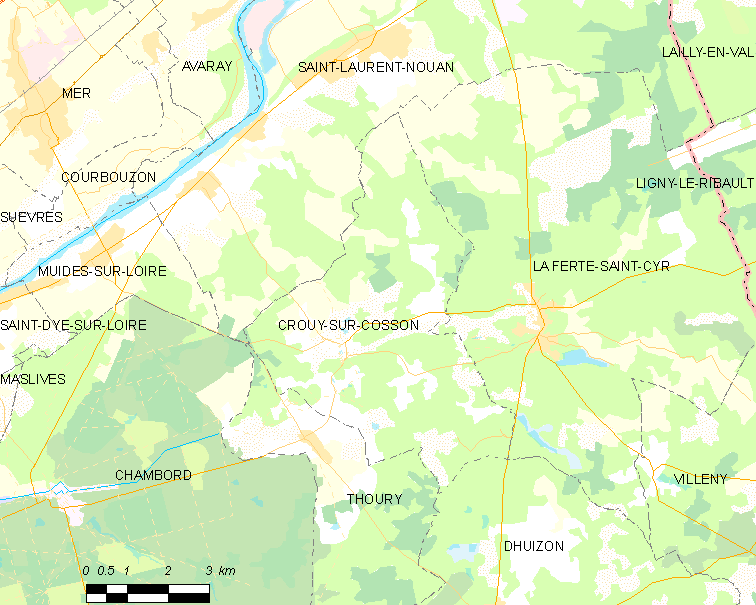
科松河畔克鲁伊的OSM定位图

科松河畔克鲁伊的时区为UTC+01:00、UTC+02:00（夏令时）。

## 行政
科松河畔克鲁伊的邮政编码为41220，INSEE市镇编码为41071。

## 政治
科松河畔克鲁伊所属的省级选区为尚博尔县。

## 人口

1962-2008年间科松河畔克鲁伊人口变化图示

科松河畔克鲁伊于2022年1月1日时的人口数量为521人。